# Семёновский сельсовет (Башкортостан)
Семёновский сельсовет — сельское поселение в Баймакском районе Башкортостана Российской Федерации.
Административный центр — село Семёновское.

## История
Статус и границы сельского поселения установлены Законом Республики Башкортостан от 17 декабря 2004 года № 126-з «О границах, статусе и административных центрах муниципальных образований в Республике Башкортостан».

## Население
| 2002 | 2009 | 2010 | 2012 | 2013 | 2014 | 2015 |
| ---- | ---- | ---- | ---- | ---- | ---- | ---- |
| 459  | ↗483 | ↘359 | ↘357 | ↗360 | ↘359 | ↘351 |
| 2016 | 2017 |      |      |      |      |      |
| ↗355 | ↗360 |      |      |      |      |      |

## Состав сельского поселения
| № | Населённый пункт | Тип населённого пункта       | Население |
| - | ---------------- | ---------------------------- | --------- |
| 1 | Семёновское      | село, административный центр | ↘276      |
| 2 | Мунасипово       | деревня                      | ↘83       |